# 皇后公園站
皇后公園站，中文或稱安省議會大廈站，是一座多倫多地鐵央街－大學線車站，坐落加拿大安大略省多倫多市中心大學路（University Avenue）和書院街（College Street）的交界處，於1963年2月28日聯同大學線一起開幕，以皇后公園命名，當地華人時以附近的安大略省議會大廈稱之，其他鄰近主要建築包括多倫多大學聖佐治校園的南部、多倫多全科醫院和西乃山醫院。
下列由多倫多公車局營運的巴士和有軌電車線駛經皇后公園站：
- 5號阿梵奴道巴士線（Avenue Road）
- 142號市中心－阿梵奴道急行巴士線（Downtown/Avenue Road Express）
- 506號卡爾頓街有軌電車線（Carlton）

## 外部連結
- 维基共享资源上的相關多媒體資源：皇后公園站
- （英文）TTC Queen's Park Station （页面存档备份，存于）－多倫多公車局網站 皇后公園站頁面